# Volker Langholf
Volker Langholf (* 1940) ist ein deutscher Klassischer Philologe und Medizinhistoriker.

## Leben
Er war Mitarbeiter am Lexikon des frühgriechischen Epos. Von 1989 bis 1999 war Mitherausgeber des Index Hippocraticus. Nach der Habilitation 1984 wurde er Privatdozent und 1999 wurde ihm der Professorentitel verliehen. Er ging 2005 in den Ruhestand.

## Schriften (Auswahl)
- Die Gebete bei Euripides und die zeitliche Folge der Tragödien (= Hypomnemata. Untersuchungen zur Antike und zu ihrem Nachleben. Band 32). Vandenhoeck und Ruprecht, Göttingen 1971, ISBN 3-525-25124-6 (zugleich Dissertation, Hamburg 1968).
- Syntaktische Untersuchungen zu Hippokrates-Texten. Brachylogische Syntagmen in den individuellen Krankheits-Fallbeschreibungen der hippokratischen Schriftensammlung (= Abhandlungen der Geistes- und Sozialwissenschaftlichen Klasse. Akademie der Wissenschaften und der Literatur in Mainz. Band 2). Steiner, Wiesbaden 1977, ISBN 3-515-02145-0.
- Medical theories in Hippocrates. Early texts and the "Epidemics" (= Untersuchungen zur antiken Literatur und Geschichte. Band 34). De Gruyter, Berlin/New York 1990, ISBN 3-11-011956-0 (zugleich Habilitationsschrift, Hamburg 1984).